# Abborrhåv
Abborrhåv var i äldre tider ett i några delar av Värmland och i vissa andra landskap brukligt fiskredskap, bestående av en järnring av tre alnars diameter (ca 1,5 m), vilken var fäst vid ett fyra alnar (ca 2 m) långt träskaft. Från järnringen löpte ett fint nät till en dylik mindre järnring endast 3 qvarters diameter (ca 45 cm), inom vilken en botten av notgarn var fäst, som vidgar sig uppåt och var fäst vid den större järnringen.
Det hela bildade således en håv som släpptes ner till botten, då abborrarna, som älskar runda ringar, började leka över ringen, varvid håven varsamt togs upp, ofta omslutande 10 à 12 abborrar.